# فيروس كوكساكي
فيروس كوكساكي ينتمي إلى عائلة من فيروسات الحمض النووي الريبوزي الإيجابية غير المحاطة بغلاف الخيطية وهو من الفيروسات البيكورناوية ، و هو من جنس الفيروسات المعوية التي تشمل أيضا فيروس مرض شلل الأطفال و فيروس إيكو.
الفيروسات المعوية من بين مسببات المرض للبشر الأكثر شيوعا والأكثر أهمية، وعادة ما يتم نقل هذه الفيروسات من خلال الطريق الفموي الشرجي. و يتشارك فيروس كوكساكي العديد من الصفات مع فيروس شلل الأطفال. و مع السيطرة على العدوى فيروس شلل الأطفال في كثير من بلدان العالم تركَّز المزيد من الاهتمام على فهم الفيروسات المعوية الأخرى غير فيروس شلل الأطفال مثل فيروس كوكساكي.
و يعتبر فيروس كوكساكي من بين الأسباب الرئيسية لالتهاب السحايا العقيم (المشتبه بهم الآخرين المعتادين هما فيروس إيكو وفيروس النكاف).
دخول فيروسات كوكساكي إلى الخلايا، وخاصة الخلايا البطانية يحدث عن طريق بروتين (CAR [الإنجليزية]).

## المجموعات
وتنقسم فيروسات كوكساكي إلى مجموعتين : المجموعة (أ) والمجموعة (ب) بناء على الملاحظات الأولى من الإمراضية في الفئران. ولوحظ الفيروسات المجموعة أ أنها تسبب الشلل الرخو (التي كان سببها التهاب العضلات المعمم)، في حين لوحظ أن المجموعة ب تتسبب في الشلل التشنجي (بسبب اصابة في العضلات التنسيق وانحطاط من الأنسجة العصبية). و قد تم تمييز ما لا يقل عن 23 من الأنماط المصلية (22/01، 24) من المجموعة (أ) وستة أنماط مصلية (1-6) من المجموعة (ب).

### المجموعة أ
بشكل عام، مجموعة فيروسات كوكساكي أ تميل لتصيب الجلد والأغشية المخاطية، مما تسبب في الذباح الهربسي (الخناق الحلائي)، والتهاب الملتحمة النزفي الحاد، ومرض اليد والقدم والفم (HFM).
كل من المجموعة (أ) والمجموعة (ب) من فيروسات كوكساكي يمكن أن يسبب أمراض حميات غير محددة وغير مرتبطة بالحمى والطفح الجلدي وأمراض الجهاز التنفسي العلوي، والتهاب السحايا العقيم.
ويقدر عدد التناسلي الأساسي (R0) لفيروس كوكساكي  المعوي أ 16 (كوكس أ 16) إلى متوسط 2.50 مع مدى ربعي من 1,96-3,67.

### المجموعة ب
مجموعة فيروسات كوكساكي ب تميل لإصابة القلب، غشاء الجنب، البنكرياس، والكبد، ويسبب وجع الجنبة، التهاب عضلة القلب، التهاب التامور، والتهاب الكبد (التهاب الكبد غير المتعلق بالفيروسات كبدية التوجه). عدوى كوكساكي ب من القلب يمكن أن يؤدي إلى انصباب التامور. أصوات قلب مكتومة ونبض متناقض هي علامات على هذه الإصابة.
و تم مؤخرا الربط بين تطور داء السكري المعتمد على الأنسولين (IDDM) و العدوى القريبة بالفيروسات المعوية، وخاصة فيروس كوكساكي ب المسبب لالتهاب البنكرياس. ويجري حاليا دراسة هذه العلاقة بتعمق أكثر.
ويجري حالياً أيضا دراسة ارتباط متلازمة شوجرن مع فيروس كوكساكي، وذلك اعتبارا من يناير 2010 .

## التاريخ
تم اكتشاف فيروسات كوكساكي بين عامي 1948-1949 من قبل الدكتور جيلبرت دالدورف، وهو عالم يعمل في وزارة الصحة بولاية نيويورك في مدينة ألباني، نيويورك.
دالدورف، بالتعاون مع غريس سيكيلز  ، كان يبحث عن علاج لشلل الأطفال. في وقت سابق قام دالدورف بالتجارب على القرود واقترح أن السوائل التي تم جمعها من إعدادات الفيروس غير شلل الأطفالية يمكن أن يقي من الآثار المعوقة لشلل الأطفال. و باستخدام الفئران حديثي الولادة كوسيلة، حاول دالدورف عزل هذه الفيروسات من براز مرضى شلل الأطفال. و في اثناء إجراء هذه التجارب، اكتشف الفيروسات التي غالبا ما تحاكي شلل الأطفال الخفيف أو غير الشللية. عائلة الفيروس الذي اكتشف في نهاية المطاف أطلق عليها اسم كوكساكي، من كوكساكي، نيويورك، وهي بلدة صغيرة على نهر هدسون حيث دالدورف حصل على أول العينات البرازية.
كما تعاون دالدورف مع جيفورد في العديد من الأبحاث في وقت مبكر.
و قد تم الاكتشاف فيما بعد أن فيروسات كوكساكي تسبب مجموعة متنوعة من الأمراض، بما في ذلك وجع الجنبة  (مرض بورنهولم)، وتم تقسيمها إلى مجموعات أ وب على أساس تجارب علم الأمراض في الفئران حديثي الولادة. (كوكساكي أ فيروس يسبب الشلل والموت من الفئران، مع نخر واسعة العضلات والهيكل العظمي. و كوكساكي ب يسبب عدوى أقل حدة في الفئران، ولكن مع الأضرار التي لحقت بالمزيد من أجهزة الجسم، مثل القلب والدماغ والكبد والبنكرياس والعضلات والهيكل العظمي. )
لم يكن استخدام الفئران الرضيعة فكرة دالدورف، ولكن تم جلب انتباهه إليها في بحث مكتوب من قبل العالمين الدنماركيين أورسكوف وأندرسون في عام 1947، الذين كانوا يستخدمون هذه الفئران لدراسة فيروسات الفئران. اكتشاف فيروسات كوكساكي حفزت العديد من علماء الفيروسات لاستخدام هذا النظام، وأدت في نهاية المطاف إلى عزل عدد كبير من ما يسمى بالفيروسات المعوية من الجهاز الهضمي التي لا صلة لها فيروس شلل الأطفال، والتي كان بعضها مسببة للأورام (مسببة للأورام السرطانية).
كما كشف اكتشاف فيروسات كوكساكي عن دليل إضافي على أن الفيروسات يمكن أن تتداخل أحيانا مع نمو ونسخ أو تكاثر بعضها البعض داخل الحيوان المضيف. وجد باحثون آخرون هذا التداخل يمكن بوساطة مادة ينتجها الحيوان المضيف، وهو بروتين يعرف الآن باسم مضاد للفيروسات (الانترفيرون).
و أصبح  للإنترفيرون بعدها دور بارز في علاج مجموعة متنوعة من أمراض السرطان والأمراض المعدية.
وفي عام 2007، تفشى فيروس كوكساكي في شرق الصين. وقد أفيد أن 22 طفلا لقوا حتفهم وتضرر أكثر من 800 شخص، مع 200 طفل في المستشفى.

## وصلات خارجية
- 3D macromolecular structures of Coxsackieviruses from the EM Data Bank(EMDB)